# Epirochroa affinis
Epirochroa affinis är en skalbaggsart som beskrevs av Stefan von Breuning 1957. Epirochroa affinis ingår i släktet Epirochroa och familjen långhorningar.
Artens utbredningsområde är Madagaskar. Inga underarter finns listade i Catalogue of Life.